# Fire (chanson de 2NE1)
Singles de 2NE1
Lollipop
(2009) I Don't Care
(2009)
Fire est le premier single du girl group sud-coréen 2NE1 sortie le 6 mai 2009. Il est sorti pour la premier pièce prolongée du groupe 2NE1 1st Mini Album, et a été écrit et produit par Teddy Park.
Insider l’a classé parmi les meilleurs débuts K-pop de tous les temps, écrivant qu'il s'ouvre sur l'une des lignes parlées les plus emblématiques de tous les morceaux de K-pop.

## Accueil critique

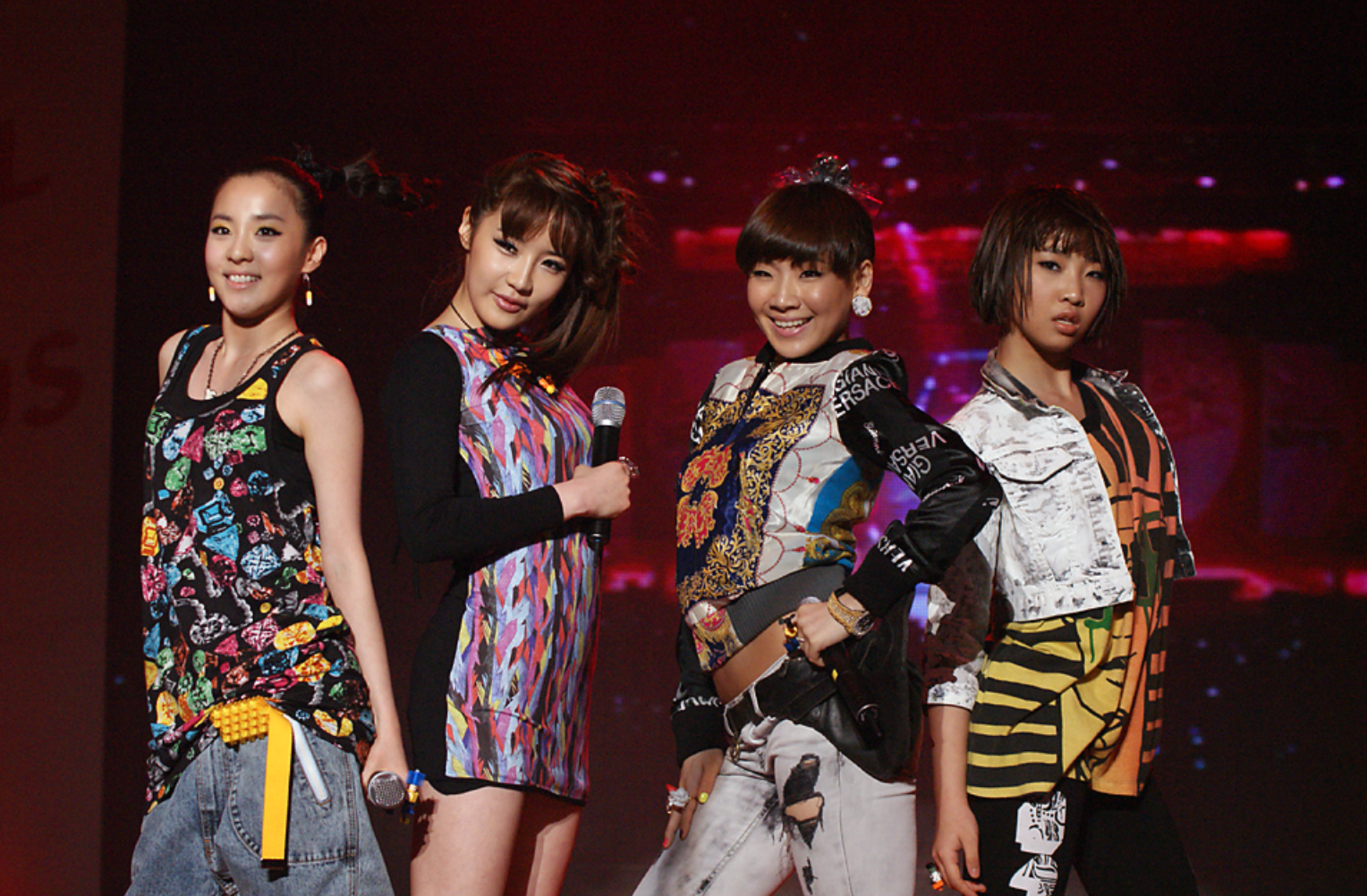
2NE1 interprétant Fire

| Publication   | Liste                                        | Rank | Ref.  |
| ------------- | -------------------------------------------- | ---- | ----- |
| IZM           | Meilleures chansons de 2009                  | —    | [ 1 ] |
| Globe Telecom | Vidéos musicales Kpop emblématiques          | —    | [ 2 ] |
| Melon         | Top 100 des chansons K-pop de tous les temps | 37   | [ 3 ] |
| Insider       | 13 meilleurs débuts Kpop de tous les temps   | —    | [ 4 ] |
| Weiv          | Meilleures chansons de 2009                  | 3    | [ 5 ] |

## Distinctions
| Year | Organization                 | Award                                    | Result     | Ref.   |
| ---- | ---------------------------- | ---------------------------------------- | ---------- | ------ |
| 2009 | Cyworld Digital Music Awards | Chanson du mois – mai                    | Lauréat    | [ 6 ]  |
| 2009 | Cyworld Digital Music Awards | Recrue du mois – mai                     | Lauréat    | [ 6 ]  |
| 2009 | Golden Disc Awards           | Bonsang de chanson                       | Nomination | [ 7 ]  |
| 2009 | MAMA Awards                  | Meilleur clip vidéo                      | Lauréat    | [ 8 ]  |
| 2009 | MAMA Awards                  | Meilleure composition                    | Lauréat    | [ 8 ]  |
| 2009 | Melon Music Awards           | Chanson de l'année                       | Nomination | [ 9 ]  |
| 2009 | Mnet 20's Choice Awards      | Chanson en ligne chaude                  | Lauréat    | [ 10 ] |
| 2010 | Myx Music Awards             | Prix de la vidéo internationale préférée | Nomination | [ 11 ] |

## References
1. ↑  (ko) « 이즘 선정 2009년 올해의 가요 앨범, 싱글 » [« Best Songs of the Year selected by IZM for 2009 »], sur IZM,‎ décembre 2009 (consulté le 19 décembre 2021)
2. ↑  (en) « Iconic K-Pop Music Videos That Will Never Get Old » [archive du 21 août 2020], sur Globe Telecom, 19 août 2020 (consulté le 12 mars 2021)
3. ↑  (ko) « K-pop 명곡 100: 37위 Fire – 2NE1 », Melon,‎ août 2021 (consulté le 19 décembre 2021)
4. ↑  Palmer Haasch, « 13 of the Best K-pop Debut Songs of All Time », sur Insider, 22 décembre 2022 (consulté le 22 décembre 2022)
5. ↑  (ko) « [Special] weiv 필자가 뽑은 2009년 베스트(국내) » [« [Special] weiv's Best of 2009 selected by authors (domestic) »], sur Weiv,‎ 29 décembre 2009 (consulté le 19 décembre 2021)
6. ↑  (ko) « 지난 시상식, Page 5 » [archive du 1er juillet 2015], sur Cyworld (consulté le 18 juin 2019)
7. ↑  (ko) « 2009 골든 디스크 시상식 디스크 부문 본상 » [archive du 3 novembre 2009], sur Golden Disk Awards (consulté le 22 avril 2022)
8. ↑  (en) « 2009 Mnet Asian Music Awards Winners | 2009 MAMA » [archive du 25 novembre 2021], Mwave (consulté le 22 avril 2022)
9. ↑  « 소녀시대'Gee' MMA 대상 올해의 노래상 수상 '6관왕' 기염 » [« Girls' Generation's 'Gee' won the Song of the Year award at the MMA Awards 'six crowns' »] [archive du 2 juin 2021], sur Newsen,‎ 16 décembre 2009 (consulté le 6 mars 2022)
10. ↑  (ko) « 올 한해 20대가 선정한 최고는 이효리·2NE1·2PM… 'Mnet 20's 초이스' 나란히 3관왕 » [« The best people in their 20s this year were Lee Hyori, 2NE1, 2PM ... 'Mnet 20's Choice' 3 awards won side by side »], sur Naver, Maeil Business,‎ 28 août 2009 (consulté le 9 avril 2022)
11. ↑  « And the nominees to the MYX Music Awards 2010 are... » [archive du 17 juin 2010], sur Myx Philippines, 1er février 2010